# Rubens Vaz da Costa
Rubens Vaz da Costa (Garanhuns, 28 de setembro de 1927 - São Paulo, 9 de setembro de 2017) foi um economista brasileiro, superintendente da Superintendência de Desenvolvimento do Nordeste (Sudene) entre os anos de 1966 e 1967 e foi ainda presidente do Banco Nacional de Habitação (BNH) entre os anos de 1971 e 1974.

## Biografia
Filho de José Vaz da Costa e de Maria Santina Costa e casou-se com Iva de Albuquerque Costa, com quem teve quatro filhos.
Realizou os estudos primários no Grupo Escolar Joaquim Nabuco, na localidade de São João, no município natal, e o secundário no Ginásio Diocesano de sua cidade, entre 1940 e 1944.
Após ter trabalhado como balconista da casa de tecidos A Nortista e como gerente da Cooperativa de Laticínios de Garanhuns, transferiu-se para Salvador, onde exerceu, de 1949 a 1954, a subgerência da Companhia Industrial e Comercial Brasileira de Produtos Alimentícios, subsidiária da Nestlé.

### Formação acadêmica
Em 1954 bacharelou-se em ciências econômicas pela Universidade da Bahia, realizando posteriormente o curso de desenvolvimento econômico das Nações Unidas, no Rio de Janeiro, então Distrito Federal. Transferindo-se para Fortaleza, tornou-se ainda em 1954 economista do Banco do Nordeste do Brasil, atuando no departamento de Estudos Econômicos do Nordeste (Etene). Em 1956 participou do programa de treinamento do Banco Mundial, em Washington, e passou a chefiar o Etene. Em 1958 fez o curso de projetos de desenvolvimento econômico da Universidade Federal do Ceará e, no ano seguinte, deixou a chefia do Etene, participando do programa de crédito agrícola da Farmer Credit Administration e da Universidade de Purdue, em Indiana (EUA).
Em 1960 iniciou o curso de pós-graduação em política econômica na Universidade George Washington, na capital dos Estados Unidos. Ali exerceu, a partir de janeiro, as funções de economista da União Pan-Americana. Em junho seguinte transferiu-se para o Peru, onde assumiu a chefia da missão de integração do Peru Central, permanecendo nesse país até fevereiro de 1961. Ainda nesse último ano concluiu seu curso de pós-graduação e ingressou no Banco Interamericano de Desenvolvimento (BID), em Washington, o qual representou na Conferência das Nações Unidas sobre Bacias de Rios Internacionais, realizada em Vancouver (Canadá), em 1961. Em 1964 tornou-se assessor-adjunto de programas da presidência do BID e, de janeiro a junho de 1966, exerceu o cargo de subdiretor da divisão de empréstimos para a América do Sul. Como membro do BID, chefiou diversas missões a países da América Latina e da Europa, e lecionou em cursos promovidos pelo banco no México e em Washington.

### Os anos na SUDENE
Em junho de 1966, nomeado pelo presidente Humberto de Alencar Castelo Branco (1964-1967), assumiu a Superintendência de Desenvolvimento do Nordeste (Sudene), em substituição a João Gonçalves de Sousa, que fôra nomeado para o Ministério do Interior. Em dezembro desse mesmo ano - quando o aumento dos salários do funcionalismo federal pressionou os limites do orçamento do governo para o exercício de 1967 - foi chamado ao Rio de Janeiro pelo ministro da Fazenda Otávio Gouveia de Bulhões (1964-1967), que pretendia realocar parte dos incentivos concedidos à Sudene, quer escriturando os recursos provenientes do artigo 34 da Constituição (depositados no Banco do Nordeste) como receita da União, quer reduzindo à metade os incentivos fiscais concedidos ao órgão. Considerando as duas propostas prejudiciais ao Nordeste, Rubens Costa legou a decisão ao presidente Castelo Branco, argumentando que a Sudene não tinha recursos ociosos, passíveis de serem desviados de suas funções originais. A aceitação desse argumento pelo presidente favoreceu a Sudene, impedindo o desvio dos recursos do órgão para outros fins. Vitorioso, retornou a seu posto em Recife para implementar o plano diretor da Sudene para o biênio 1967-1968. Em abril de 1967 deixou a superintendência, substituído por Fernando de Oliveira Mota, para assumir a presidência do Banco do Nordeste do Brasil, cargo para o qual fôra nomeado pelo recém-empossado presidente da República, Artur da Costa e Silva (1967-1969).
Nesse ano e em 1968 integrou as delegações brasileiras às reuniões do Fundo Monetário Internacional (FMI) e do Banco Mundial. Ainda em 1968, presidiu a delegação brasileira à reunião para a constituição da Associação Latino-Americana de Instituições Financeiras de Desenvolvimento, realizada em Washington, instituição que presidiu até 1969. Nesse último ano, representou o governo brasileiro no conselho consultivo do Instituto para a Integração da América Latina (Intal) e foi membro da delegação brasileira à reunião de diretores do BID, realizada na Guatemala. Em 1970, participou do comitê organizador da Conferência Regional Latino-Americana de População e integrou os grupos de trabalho organizados pelo BID: o que encaminhou o problema das exportações latino-americanas e o que reviu o programa do Instituto Latino-Americano de Planejamento Econômico e Social.

### O Banco Nacional de Habitação
Em junho de 1971 foi nomeado presidente do Banco Nacional de Habitação (BNH) pelo presidente Emílio Garrastazu Médici (1969-1974), em substituição a Mário Trindade (1966-1971). Como presidente do BNH, implantou o sistema SAC, pelo qual foi adotado o mecanismo de cobrança decrescente das prestações dos financiamentos e, em março de 1972, autorizou a utilização dos recursos do Fundo de Garantia do Tempo de Serviço (FGTS) para a compra da casa própria. Participou em 1972, como delegado brasileiro, da Conferência da Organização das Nações Unidas (ONU) sobre o Meio Ambiente. Deixou a presidência do BNH ao final do governo do presidente Médici, em março de 1974, sendo substituído por Maurício Schulman.
Em 1976 foi diretor da Cimento Nacional de Minas (Ciminas) e membro do conselho técnico da Confederação Nacional do Comércio, tornando-se posteriormente diretor da Abril Cultural e Industrial de São Paulo. Segundo o Jornal do Brasil (31/5/1978), foi escolhido suplente do senador indireto por Pernambuco, Aderbal Jurema. Segundo outro número do mesmo jornal (1/8/1978), Rubens Costa afirmou, em palestra proferida na Escola Superior de Guerra (ESG) durante o curso de extensão sobre distribuição de renda, que “a parcela mais rica da população absorvia maior fatia da renda nacional naquele momento do que o fazia na década de 1960, acontecendo o inverso com os setores mais pobres". A seu ver, tal situação, que só poderia mudar a longo prazo e com o aumento da produção, era consequência do tipo de política desenvolvimentista adotada pelo governo, política de cunho impopular, tendente a dar privilégios, vantagens e subsídios à classe empresarial.  Comparando a situação do país à situação internacional, declarou ainda ser a concentração de renda no Brasil maior que nos países industrializados que, por sua vez, estavam longe de ter uma distribuição igualitária. Em artigo publicado na revista Veja (27/9/1978), defendeu a implantação de programas de planejamento familiar e de controle da natalidade como forma de melhorar o nível de vida e de consumo da população brasileira.
Em março de 1979 foi nomeado secretário de Planejamento do governo de São Paulo, na gestão de Paulo Maluf (1979-1982), função que exerceu até março de 1982. No ano seguinte assumiu a presidência da Companhia Hidrelétrica do São Francisco (Chesf), permanecendo no cargo até 1985, tornando-se então gerente de operações do Banco Interamericano de Desenvolvimento (BID), em Washington. Ao deixar o BID, em 1989, foi nomeado secretário da Fazenda e Planejamento da Bahia, na gestão de Valdir Pires (1987-1989). À frente da pasta, foi presidente do conselho de administração do Banco do Estado da Bahia e membro do Conselho Nacional de Política Fazendária (Confaz).
Deixou a secretaria no início de 1990 para ocupar, em março, o cargo de  secretário nacional de Energia, em Brasília, por ocasião da reforma ministerial empreendida pelo presidente Fernando Collor de Melo (1990-1992), que reduziu o número de ministérios, extinguindo, entre outros, o das Minas e Energia, cujas atribuições foram integradas às do Ministério da Infra-Estrutura, então criado. Como secretário de Energia, foi membro do conselho de administração de Itaipu-Binacional e presidente dos conselhos de administração de Furnas Centrais Elétricas, da Eletrobrás e da Chesf. Deixou o cargo em 1991.
Em 1993, de volta para o BID, participou do grupo de trabalho encarregado de propor uma reorganização do departamento de Operações daquela instituição. Em 1995, passou a ocupar a presidência do conselho de administração da Energy Capital Holding Company, localizada na capital americana. Quatro anos depois, tornou-se consultor em comércio eletrônico do BID, com a tarefa de elaborar relatório com recomendações sobre possíveis linhas de ação para fomentar o comércio eletrônico nos países da América Latina e do Caribe. 

## Obra
- Política monetária: chave do desenvolvimento ordenado, (1967),[8]
- The economic development of Brazil - the role of agriculture and industry, (1967),[9]
- A corrida tecnológica e os países subdesenvolvidos, (1968),[10]
- Finantial evolution of the fiscal incentives system in the Northeast, (1968),[11]
- Avaliação financeira do sistema de incentivos fiscais no Nordeste, (1968),[12]
- A festa do Nordeste,
- A redução da ajuda ao Nordeste - paradoxo incompreensível,
- O papel do administrador no processo desenvolvimentista,
- Necessidade de uma política populacional como parte da política de desenvolvimento,
- Incentivos fiscais - mola do desenvolvimento do Nordeste,
- A economia do Nordeste e o desenvolvimento nacional,
- O que o Nordeste espera de São Paulo,
- A missão da Igreja na construção do mundo de hoje,
- O orçamento como instrumento de desenvolvimento econômico e social,
- Population growth and economic development - the brazilian case,
- O desenvolvimento regional no Brasil e no mundo,
- Equilíbrio entre setor privado e iniciativa governamental,
- Desenvolvimento agrícola: realidade histórica e especulações futurísticas,
- Da utilidade da futurologia e das lições que poderíamos aprender,
- O desenvolvimento do Nordeste: década de 60 e perspectivas da década de 70,
- A explosão demográfica e sua influência no desenvolvimento econômico do Brasil,
- Notas sobre a formulação de uma política eficiente de emprego,
- Crescimento urbano acelerado - desafio da década de 70,
- Desenvolvimento e crescimento urbano no Brasil,
- A colaboração dos bancos na solução dos problemas do desenvolvimento urbano.

## Distinções
Foi presidente da Cooperativa Federal de Crédito e membro do conselho do Projeto Rondon, do Conselho Monetário Nacional, do conselho consultivo da APEC Editores, do conselho de curadores da Universidade Federal Rural de Pernambuco, do conselho superior da Fundação para o Desenvolvimento da Bahia, do comitê diretor do Projeto Latino-Americano do Instituto Atlântico e do conselho consultivo da Sociedade de Desenvolvimento Internacional. Foi ainda membro da American Economic Association, da International Bankers Association, da Ordem dos Economistas do Ceará e de Pernambuco, e da Associação Cearense de Imprensa.

## Homenagens
- Recebeu em 1972 o Troféu Sereia de Ouro, do Grupo Edson Queiroz, entregue pelo Sistema Verdes Mares,[13]
- Uma escola em Caucaia foi nomeada em homenagem ao economista,[14]